# Post-Quanten-Kryptographie-Standardisierung des NIST
Das National Institute of Standards and Technology (NIST) führt seit 2017 einen Auswahlprozess zur Standardisierung von Post-Quanten-Kryptographie (NISTPQC) durch, da Schätzungen zufolge zum Beispiel der verbreitete RSA-Algorithmus bis zum Jahr 2030 durch Quantenrechner gebrochen werden könnte. Der Standardisierungsprozess gilt als derzeit bedeutendste gemeinschaftliche Bemühung zur Entwicklung – und maßgeblich bei der Bewertung – von Algorithmen für Post-Quanten-Kryptographie. In mehreren Runden, zu denen jeweils auch eine Konferenz gehört, werden jeweils einige Algorithmen ausgeschlossen und andere eingehender untersucht.
Da die meisten symmetrischen Primitive relativ leicht angepasst werden können, um quantensicher zu werden, konzentrieren sich die Bemühungen auf asymmetrische Kryptosysteme, insbesondere digitale Signaturen und Schlüsselkapselungsverfahren.
Die künftigen Standards werden als Federal Information Processing Standard (FIPS-203, FIPS-204, FIPS-205 …) veröffentlicht.

## Geschichte
Das bewährte offene, transparente Format der Veranstaltung folgt dem Vorbild des AES-Standardisierungsprozesses (1997–2000), der aus der Kryptologie-Gemeinde mit viel Lob bedacht worden war. Die akademische Forschung zu potenziellen Auswirkungen der Quanteninformatik reicht mindestens bis ins Jahr 2001 zurück. Im Jahr 2015 verkündeten US-Bundesbehörden Pläne, alle staatlichen Informationsverarbeitungssysteme mit Geheimhaltungsanforderungen auf quantenresistente Kryptographie umzustellen. Daher kündigte das NIST auf der PQCrypto 2016 die Standardisierung quantensicherer kryptografischer Primitive an. Im Dezember 2016 wurde der Standardisierungsprozess mit einem Aufruf zur Einreichung von Vorschlägen eingeleitet.
Bis zum Abgabeschluss Ende 2017 wurden 23 Signatursysteme und 59 Verschlüsselungs-/Schlüsselkapselungsverfahren eingereicht,. Davon wurden 69 als vollständig und geeignet für die Teilnahme an der ersten Runde akzeptiert. In dieser Runde kamen 23 Kandidaten weiter. Die zweite Runde bestanden sieben Algorithmen (zuzüglich acht Alternativkandidaten).
In der dritten Runde gewannen die Algorithmen CRYSTALS-Kyber (Schlüsselkapslungsverfahren) und CRYSTALS-Dilithium, FALCON und SPHINCS+ (Digitale Signaturverfahren). Diese werden nun vom NIST standardisiert.
Die im Juli 2022 angekündigte vierte Runde, in der vier weitere Algorithmen geprüft und gegebenenfalls dann standardisiert werden, ist Stand März 2024 noch im Gange.

## Dritte Runde
Am 22. Juli 2020 gab das NIST sieben Finalisten, darunter drei Signaturverfahren sowie acht Alternativen bekannt. Die Hauptkandidaten sind Algorithmen, die am vielversprechendsten für eine Standardisierung am Ende der dritten Runde erscheinen. Ausweichkandidaten könnten nach Abschluss der dritten Runde weiter untersucht und später standardisiert werden. Das NIST erwartet, dass einige Reservekandidaten in einer vierten Runde berücksichtigt werden. Das NIST deutete auch an, in Zukunft möglicherweise weitere Vorschläge für Signatursysteme einholen zu wollen.
Vom 7. bis 9. Juni 2021 veranstaltete das NIST die dritte PQC-Standardisierungskonferenz im virtuellen Raum, auf der Anpassungen der Kandidaten und Diskussionen über Implementierungen, Leistung und Sicherheitsfragen behandelt wurden. In geringem Umfang wurden auch Fragen des geistigen Eigentums erörtert.

### Bedenken hinsichtlich geistigen Eigentums
Nachdem Google Inc. bereits im Juli 2016 für den Chrome-Browser die Implementierung des CECPQ1-Verfahrens ankündigte, erhob Jintai Ding Anspruch auf eine Vergütung, da ein von ihm im Jahre 2013 angemeldetes und bis zum Jahr 2033 gültiges Patent (US-Patent 9246675) das CECPQ1-Verfahren betreffe. Seine Forschungen hatte die NSA seit dem 24. Januar 2002 mit 60.567 US-Dollar gefördert. Vorsätzliche Patentverletzungen werden im Patentrecht der USA mit dreifachem Schadensersatz belegt.
Auch im Juni 2021 wurden Bedenken hinsichtlich geistigen Eigentums zu gitterbasierten Verfahren wie SABER und NewHope (von Alkim, Ducas, Pöppelmann und Schwabe) geäußert. Jintai Dings US-Patent 9246675 betrifft auch NewHope.
Das NIST erhielt von den einreichenden Gruppen Verzichtserklärungen aller Beteiligten. Trotzdem besteht die Sorge, dass Dritte später Rechtsansprüche erheben. Das NIST will solche Überlegungen bei der Endauswahl berücksichtigen.

### Anpassungen
In dieser Runde wurden bei einigen Kandidaten Anfälligkeiten für bestimmte Angriffsstrategien gezeigt. Deshalb wurden folgende Anpassungen vorgenommen:
CRYSTALS-Kyber und SABERDie verwendeten Verfahren für ihre verschachtelten Hashes wurden verändert, um ihre Sicherheitsbehauptungen aufrechtzuerhalten.
FALCONZusätzliche Maskierungsmaßnahmen wurden vorgenommen, um gegen einen möglichen Seitenkanalangriff durch Laufzeitanalyse resistent zu werden, allerdings wirken sich diese negativ auf die Leistung aus.
Diese Anfälligkeiten der Finalisten Kyber, Saber und Dilithium waren durch das „Center of Encryption and Information Security“ (einer Organisation der israelischen Armee) gefunden worden und betreffen womöglich auch weitere Algorithmen.

## Vierte Runde
Im Juli 2022 begann die vierte Runde des Wettbewerbs, zu der die vier Kandidaten
- BIKE
- Classic McEliece
- HQC
- SIKE

antraten. Die Entwickler von SIKE haben ihren Algorithmus mittlerweile als unsicher bezeichnet und zurückgezogen.